# Carex bodinieri
Carex bodinieri är en halvgräsart som beskrevs av Adrien René Franchet. Carex bodinieri ingår i släktet starrar, och familjen halvgräs. Inga underarter finns listade i Catalogue of Life.